# Forever Free
Forever Free es el decimoprimer álbum de estudio de la banda británica de heavy metal Saxon, publicado en 1992 por Virgin Records. Según la crítica fue hasta ese entonces el disco más pesado de la agrupación desde Innocence Is No Excuse de 1985.
Dentro del listado de canciones destacó la versión de «Just Wanna Make Love to You», escrito por Willie Dixon e interpretado originalmente por Muddy Waters en 1954. Además, destaca el tema «Iron Wheels» que fue escrita por Biff Byford, como homenaje a su padre que falleció durante las sesiones de grabación del álbum.

## Lista de canciones
| N.º | Título                                                | Escritor(es)                  | Duración |  |
| 1.  | «Forever Free»                                        | Byford, Oliver, Quinn         | 4:57     |  |
| 2.  | «Hole in the Sky»                                     | Byford, Oliver, Quinn, Carter | 4:42     |  |
| 3.  | «Just Wanna Make Love to You» (cover de Muddy Waters) | Willie Dixon                  | 3:54     |  |
| 4.  | «Get Down and Dirty»                                  | Byford, Oliver, Glockler      | 5:05     |  |
| 5.  | «Iron Wheels»                                         | Byford, Glockler              | 4:12     |  |
| 6.  | «One Step Away»                                       | Byford, Oliver, Glockler      | 4:57     |  |
| 7.  | «Can't Stop Rockin'»                                  | Byford, Quinn                 | 4:03     |  |
| 8.  | «Nighthunter»                                         | Byford, Quinn, Carter         | 3:22     |  |
| 9.  | «Grind»                                               | Byford, Oliver, Quinn         | 4:23     |  |
| 10. | «Cloud Nine»                                          | Byford, Glockler, Carter      | 4:36     |  |

| Pistas adicionales en reedición de 2013 |                                                                  |          |  |
| N.º                                     | Título                                                           | Duración |  |
| 11.                                     | «Princess of the Night» (en vivo en Alemania, diciembre de 1995) | 5:15     |  |
| 12.                                     | «Forever Free» (en vivo en Alemania, diciembre de 1995)          | 4:48     |  |

## Miembros
- Biff Byford: voz
- Paul Quinn: guitarra eléctrica
- Graham Oliver: guitarra eléctrica
- Nibbs Carter: bajo
- Nigel Glockler: batería